# AS 550 Fennec
 Denne artikel omhandler overvejende eller alene danske forhold. Hjælp gerne med at gøre artiklen mere almen.
Fennec ((fransk): ørkenræv), AS 550 C2 og AS 550 U2, er militærhelikoptere, som er bygget af det multinationale selskab Eurocopter, tidligere en del af det franske selskab Aérospatiales helikopterdivision.
Fennec er skabt på basis af den civile helikopter AS 350 Ecureuil. Helikoptere, af typen AS 550 C2, blev i 1987 indkøbt til Hærens Flyvetjeneste (12 stk.) til bekæmpelse af pansrede køretøjer. De første helikoptere blev leveret i august 1990.
I 2003 blev Hærens Flyvetjeneste og dermed også Fennec flyttet ind under Flyvevåbnet, hvor de udgør eskadrille 724. Som følge af afslutningen på den kolde krig og de senere års forsvarsforlig er Fennec-helikopterne gradvist overgået til at udføre andre opgaver – observation og lettere transportopgaver.
Fennec anvendes også i samarbejde med Politiet, Jægerkorpset, Frømandskorpset og Nukleart Beredskab. Fennec-helikopterne har som følge af disse ændrede opgaver fået afmonteret de panserværnsvåben, som den oprindeligt blev leveret med. De har fået monteret beskyttelse mod håndvåben og granatsplinter til de internationale opgaver.
I 2002 blev 3 danske Fennec-helikoptere udsendt til Makedonien under operation AMBER FOX. I december 2005 var der udstationeret Fennec-helikoptere, som støtte for de danske styrker i Irak og fra august 2007 udstationeredes atter 4 i det uroplagede land som erstatning for de hjemtrukne landtropper. I 2008 blev der udsendt 4 Fennec-helikoptere til de danske styrker i Afghanistan. Antallet af aktive Fennec i Flyvevåbnet er som følge af diverse forsvarsforlig skåret ned til 8 stk. i 2006.